# Abbasanta
Abbasanta (en sard, Abbasanta) és un municipi italià, dins de la província d'Oristany. L'any 2007 tenia 2.852 habitants. Es troba a la regió de Barigadu. Limita amb els municipis de Ghilarza, Norbello, Paulilatino i Santu Lussurgiu.

## Administració
| Període | Identitat     | Partit        |
| ------- | ------------- | ------------- |
| 2005-   | Stefano Sanna | Llista cívica |